# Colophon kawaii
Colophon kawaii is een keversoort uit de familie vliegende herten (Lucanidae). De wetenschappelijke naam van de soort is voor het eerst geldig gepubliceerd in 1996 door Mizukami.